# Cox (rivière)
Pour les articles homonymes, voir Cox.
La rivière Cox  (anglais : Cox River) est une rivière de la région de  Canterbury de l’Ile du Sud de la Nouvelle-Zélande. C'est un affluent de la rivière Poulter donc un sous-affluent du fleuve Waimakariri.

## Géographie
Elle prend naissance dans la chaîne de «Crawford Range», dans les Alpes du Sud et s’écoule vers le sud à travers le Parc national d'Arthur's Pass pour rejoindre la rivière Poulter.

## Étymologie
La rivière fut nommée en l’honneur de  J. W. M. Cox, un propriétaire terrien vers 1860 habitant à la jonction de la rivière Cox et de la « Bull Creek ».